# Satoshi Nakayama
Satoshi Nakayama (japanisch 中山 悟志 Nakayama Satoshi; * 7. November 1981 in der Präfektur Miyazaki) ist ein ehemaliger japanischer Fußballspieler.

## Karriere
Nakayama erlernte das Fußballspielen in der Schulmannschaft der Hosho High School. Seinen ersten Vertrag unterschrieb er 2000 bei den Gamba Osaka. Der Verein spielte in der höchsten Liga des Landes, der J1 League. Für den Verein absolvierte er 59 Erstligaspiele. Im Juni 2005 wurde er an den Ligakonkurrenten Nagoya Grampus Eight ausgeliehen. Für den Verein absolvierte er 14 Erstligaspiele. 2006 kehrte er zu Gamba Osaka zurück. Für den Verein absolvierte er 27 Erstligaspiele. 2008 wechselte er zum Zweitligisten Roasso Kumamoto. Für den Verein absolvierte er 56 Ligaspiele. 2010 wechselte er zum Ligakonkurrenten Mito HollyHock. Für den Verein absolvierte er 17 Ligaspiele. Danach spielte er bei den V-Varen Nagasaki (2011–2013) und FC Ryukyu (2013–2015). Ende 2015 beendete er seine Karriere als Fußballspieler.

## Erfolge
Gamba Osaka
- J1 League

Meister: 2005
- J.League Cup

Sieger: 2007
Finalist: 2005
- Kaiserpokal

Finalist: 2006